# Masererpass
Der Masererpass ist ein 793 m ü. NHN hoch gelegener Gebirgspass in den Bayerischen Alpen, einem Teil der Alpen in Deutschland in der Gemeinde Reit im Winkl.
Der Pass befindet sich im Süden von Bayern in den Chiemgauer Alpen rund 4 km (Luftlinie) östlich der Grenze zu Österreich. Er verbindet das Tal der Tiroler Ache bei Unterwössen im Norden mit dem Tal der Schwarzlofer bei Reit im Winkl im Süden. Der Masererpass liegt zwischen dem Rachelspitz (1415 m) im Nord-Nordosten und dem Walmberg (1062 m) im Süden.
Über den Pass führt – im Rahmen der B 305 – ein Teilstück der Deutschen Alpenstraße. Trotz des mehrmaligen Ausbaues der Strecke, zuletzt um 1980, ist der Pass im Winter zeitweise nur mit Winterausrüstung zu befahren. Für zahlreiche Touristen auf dem Weg in den Winterurlaub stellt der Pass ein ernstzunehmendes Hindernis dar. Die Zufahrt zum Pass von Oberwössen her ist die problematischere Strecke, da sie steiler und kurviger ist als die Zufahrt von Reit im Winkl.
Das Wasser, das sich in einem kleinen Bach nach Oberwössen hin sammelt, wird schon seit 1921 zur Stromversorgung verwendet. Das Wasser wird fast auf Passhöhe aufgestaut und treibt im Generatorenhaus am Ortseingang von Oberwössen eine Turbine.
Direkt an der Passhöhe befindet sich die Staffeggalm, die auch Masereralm genannt wird.
Als Maserer-Pass wird zudem auch ein ortsansässiger Verein bezeichnet. Dabei handelt es sich um einen „Krampus-“ oder auch „Kramperl-Verein“, der bei einer Vielzahl von öffentlichen Veranstaltungen im Alpen- und Voralpenraum auftritt.